# Quảng Hà, Lâm Hạ
Quảng Hà (chữ Hán phồn thể:廣河縣, chữ Hán giản thể: 广河县, Tiểu nhi kinh: ﻗُﻮْا حْ  ﺷِﯿًﺎْ) là một huyện thuộc châu tự trị dân tộc Hồi Lâm Hạ, tỉnh Cam Túc, Cộng hòa Nhân dân Trung Hoa. Huyện này có diện tích 556 km², dân số năm 2004 là 200.000 người, mã số bưu chính là 731300. Huyện lỵ Quảng Hà đóng ở trấn Thành Quan. Về mặt hành chính, huyện được chia thành 2 trấn, 7 hương.
- Trấn: Thành Quan và Tam Giáp Tập
- Hương: Kỳ Gia Tập, Bài Tử Bình, Nam Sơn, Thủy Tuyền, Trang Hòa Tập, Quan Phường, Mãi Gia Hạng và A Lực Ma Thổ.

## Khí hậu
| Dữ liệu khí hậu của Quảng Hà             | Dữ liệu khí hậu của Quảng Hà | Dữ liệu khí hậu của Quảng Hà | Dữ liệu khí hậu của Quảng Hà | Dữ liệu khí hậu của Quảng Hà | Dữ liệu khí hậu của Quảng Hà | Dữ liệu khí hậu của Quảng Hà | Dữ liệu khí hậu của Quảng Hà | Dữ liệu khí hậu của Quảng Hà | Dữ liệu khí hậu của Quảng Hà | Dữ liệu khí hậu của Quảng Hà | Dữ liệu khí hậu của Quảng Hà | Dữ liệu khí hậu của Quảng Hà | Dữ liệu khí hậu của Quảng Hà |
| Tháng                                    | 1                            | 2                            | 3                            | 4                            | 5                            | 6                            | 7                            | 8                            | 9                            | 10                           | 11                           | 12                           | Năm                          |
| ---------------------------------------- | ---------------------------- | ---------------------------- | ---------------------------- | ---------------------------- | ---------------------------- | ---------------------------- | ---------------------------- | ---------------------------- | ---------------------------- | ---------------------------- | ---------------------------- | ---------------------------- | ---------------------------- |
| Cao kỉ lục °C (°F)                       | 13.6 (56.5)                  | 20.7 (69.3)                  | 26.7 (80.1)                  | 30.3 (86.5)                  | 31.3 (88.3)                  | 31.5 (88.7)                  | 36.2 (97.2)                  | 33.7 (92.7)                  | 31.0 (87.8)                  | 24.6 (76.3)                  | 19.0 (66.2)                  | 11.6 (52.9)                  | 36.2 (97.2)                  |
| Trung bình ngày tối đa °C (°F)           | 1.2 (34.2)                   | 5.4 (41.7)                   | 11.3 (52.3)                  | 17.5 (63.5)                  | 21.2 (70.2)                  | 24.2 (75.6)                  | 26.0 (78.8)                  | 24.9 (76.8)                  | 20.0 (68.0)                  | 14.6 (58.3)                  | 8.6 (47.5)                   | 2.6 (36.7)                   | 14.8 (58.6)                  |
| Trung bình ngày °C (°F)                  | −6.7 (19.9)                  | −2.2 (28.0)                  | 3.8 (38.8)                   | 9.7 (49.5)                   | 13.7 (56.7)                  | 17.0 (62.6)                  | 18.6 (65.5)                  | 17.7 (63.9)                  | 13.2 (55.8)                  | 7.4 (45.3)                   | 0.8 (33.4)                   | −5.2 (22.6)                  | 7.3 (45.2)                   |
| Tối thiểu trung bình ngày °C (°F)        | −12.0 (10.4)                 | −7.5 (18.5)                  | −1.8 (28.8)                  | 3.2 (37.8)                   | 7.4 (45.3)                   | 10.9 (51.6)                  | 12.7 (54.9)                  | 12.3 (54.1)                  | 8.6 (47.5)                   | 2.6 (36.7)                   | −4.0 (24.8)                  | −10.2 (13.6)                 | 1.9 (35.3)                   |
| Thấp kỉ lục °C (°F)                      | −24.0 (−11.2)                | −21.2 (−6.2)                 | −16.2 (2.8)                  | −7.4 (18.7)                  | −3.7 (25.3)                  | 3.0 (37.4)                   | 4.4 (39.9)                   | 4.7 (40.5)                   | −0.4 (31.3)                  | −8.9 (16.0)                  | −18.2 (−0.8)                 | −26.7 (−16.1)                | −26.7 (−16.1)                |
| Lượng Giáng thủy trung bình mm (inches)  | 3.9 (0.15)                   | 5.2 (0.20)                   | 12.3 (0.48)                  | 28.6 (1.13)                  | 59.6 (2.35)                  | 59.0 (2.32)                  | 97.1 (3.82)                  | 96.1 (3.78)                  | 66.3 (2.61)                  | 35.4 (1.39)                  | 6.2 (0.24)                   | 1.6 (0.06)                   | 471.3 (18.53)                |
| Số ngày giáng thủy trung bình (≥ 0.1 mm) | 4.4                          | 4.7                          | 6.6                          | 8.1                          | 11.6                         | 12.8                         | 14.0                         | 13.4                         | 13.2                         | 10.1                         | 3.9                          | 2.3                          | 105.1                        |
| Số ngày tuyết rơi trung bình             | 6.8                          | 7.4                          | 7.5                          | 2.5                          | 0.3                          | 0                            | 0                            | 0                            | 0                            | 1.6                          | 4.5                          | 4.6                          | 35.2                         |
| Độ ẩm tương đối trung bình (%)           | 63                           | 61                           | 58                           | 55                           | 61                           | 67                           | 74                           | 77                           | 81                           | 79                           | 72                           | 65                           | 68                           |
| Số giờ nắng trung bình tháng             | 187.9                        | 185.5                        | 211.8                        | 227.4                        | 239.3                        | 233.5                        | 241.2                        | 224.5                        | 167.2                        | 175.6                        | 187.7                        | 195.2                        | 2.476,8                      |
| Phần trăm nắng có thể                    | 60                           | 60                           | 57                           | 58                           | 55                           | 54                           | 55                           | 54                           | 46                           | 51                           | 62                           | 65                           | 56                           |
| Nguồn: Cục Khí tượng Trung Quốc          |                              |                              |                              |                              |                              |                              |                              |                              |                              |                              |                              |                              |                              |